# آنتوان رابیلار
آنتوان رابیلار (انگلیسی: Antoine Rabillard؛ زادهٔ ۲۲ سپتامبر ۱۹۹۵) بازیکن فوتبال اهل فرانسه است.
از باشگاه‌هایی که در آن بازی کرده‌است می‌توان به باشگاه فوتبال المپیک مارسی اشاره کرد.